# ال-۱۵۹ الکا
ال-۱۵۹ الکا (به چکی: L-159 Alca) یک جنگنده رزمی سبک
تولید شرکت Aero Vodochody است که به سفارش نیروی هوایی جمهوری چک ساخته شده‌است اولین مدل این جنگنده در سال ۱۹۹۷ اولین پرواز خود را انجام داد و از سال ۲۰۰۰ وارد نیروی هوایی جمهوری چک شد. این جنگنده در سه نوع یک سرنشینه با عنوان ال - ۱۵۹ ای و نمونه دو سرنشینه با عنوان ال - ۱۵۹ بی او ال - ۱۵۹ تی توسعه داده شد.
به دلیل اشباع بازار از جنگنده‌های مشابه و بعضاً بهتر وواین همچنین اصل همیشگی نقش داشتن سیاست و امور سیاسی در فروش جنگافزار این جنگنده نتوانست موفقیت مدلهای پیشین خود (ال_۳۹ و ال_۵۹) را در فروش کسب کند و حتی مدتی خط تولید این هواپیما هم بسته شد. در نهایت با سفارش چند کشور از جمله عراق کور سوی امیدی برای کمپانی سازنده شکل گرفت و خط تولید آن براه افتاد.
بیشتر ال_۳۹های ساخته شده در کشور چک موجود می‌باشند که درصد زیادی از آنها به دلیل مشکلات مالی رزرو هستند و گفته می‌شود که شاید آنها مثل برخی از ال۳۹ها راهی آمریکا شوند تا به جت شخصی ثروتمندان آنجا تبدیل شوند.

## کابین جنگنده

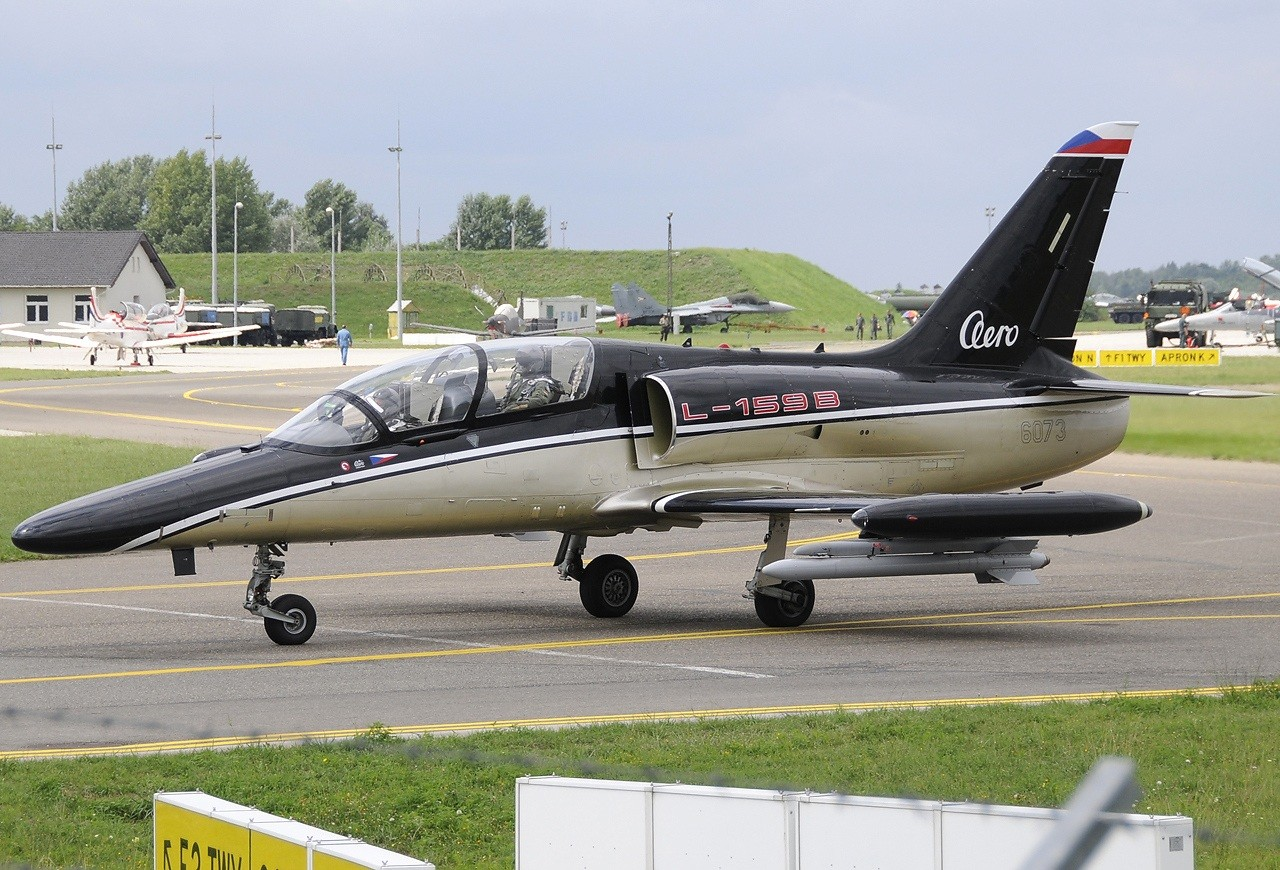
ال - ۱۵۹ بی

به‌طور کلی آرنج (ترکیب) کابین خلبان و کنترلرها در جنگنده ال - ۱۵۹ با یک جنگنده جدید کاملاً تطبیق می‌کند. دید پروازی با همان HUD توانایی راستر ابزارهای اولیه پرواز و سیستم نشانه‌گیری وسلاح را دارد.
سیستم کنترل (HOTAS) (فعال ساز خفه کن یا چسباندن (موتور) به هر خلبانی این توانایی را می‌دهد که هواپیمای جنگی اش را بدون برداشتن دست‌ها یش موتورش را کم گاز یا تخته کند. کابین خلبان با زره کامپوزیت و سرامیک پرتاب شونده محافظت شده‌است. بقای (پرواز) هم توسط یک سیستم مخزن سوخت داخلی فراهم شده‌است همچنین برای ماندگاری بیشتر پرواز این جنگنده از سیستمی با عنوان OBIGGS استفاده می‌کند. (سیستم مولد گاز بی اثر)

## موتور

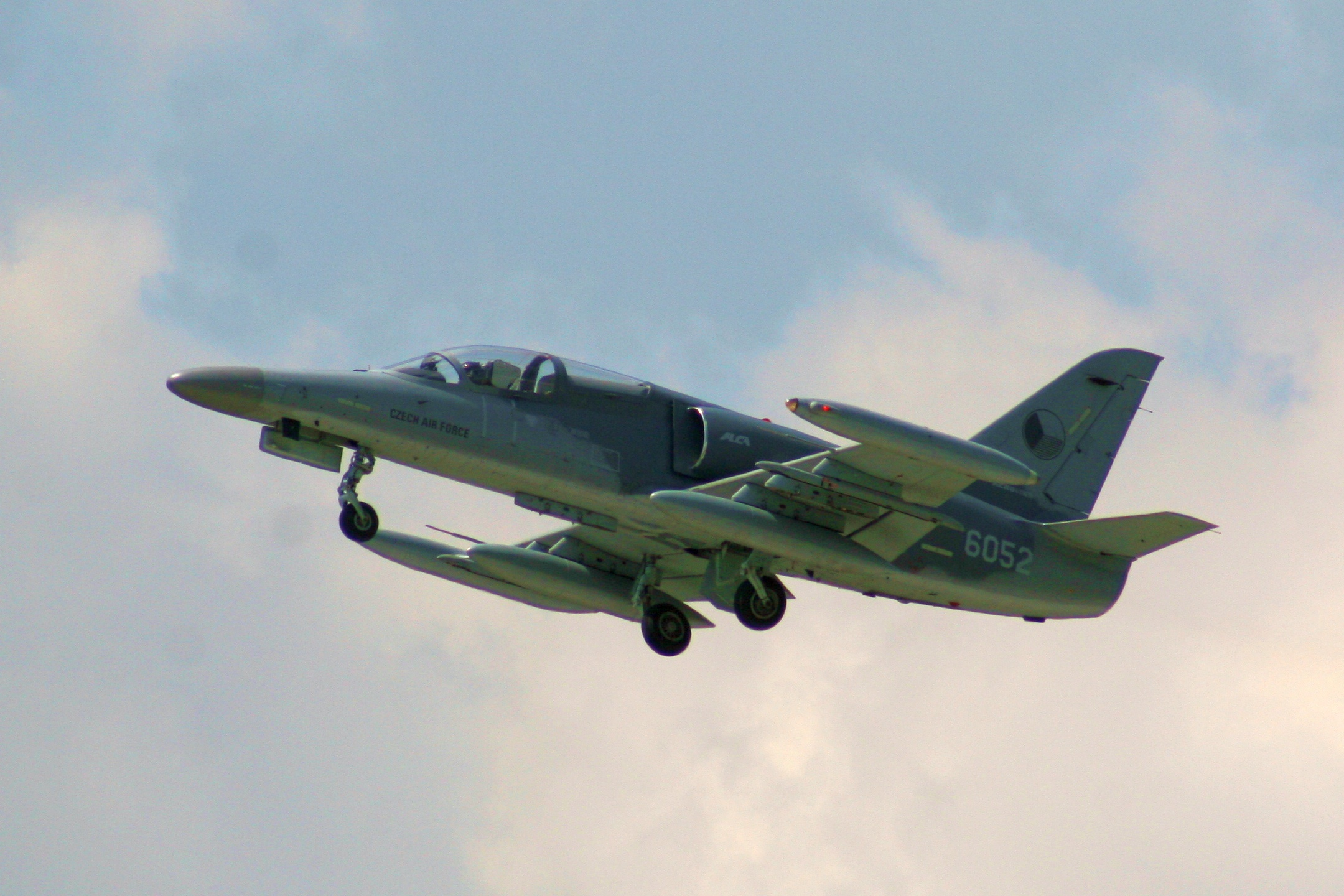
جنگنده ال - ۱۵۹ در پرواز

موتور این جنگنده مجهز شده‌است به یک موتور با نام Honeywell ITEC F 124-BA-100 با حداکثر تراست۲۸ کیلونیوتن.
سیستم نظارت موتور یا EMS به‌طور کامل دراختیار کنترل دیجیتال موتور یا FADEC است تا داده‌های اجرا شدهٔ مکانیکی در طی پرواز را ذخیره کنده و داده‌ها رادر زمین تحلیل کند.

## سلاح‌ها
این جنگنده می‌تواند سلاح‌های استاندارد ناتو را حمل کند.

## بکارگیرنده
- جمهوری چک نیروی هوایی جمهوری چک ۷۲ فروند از ال - ۱۵۹ را در سال ۲۰۰۰ سفارش کرد.[۳]
- اسپانیا نیروی هوایی اسپانیا ۵ فروند از این جنگنده دارد.
- عراق حکومت عراق در سال ۲۰۱۲ سفارش ۲۴ فروند از ال - ۱۵۹ (L-159BQ) و ۴ فروند از L-159T1 اعلان کرد.[۴]
- ونزوئلا و  بولیوی در سال ۲۰۰۶ به خرید ال - ۱۵۹ علاقه‌مند بودند ولی امریکا بر حکومت چک فشار سیاسی آورد و چک صادرات این جنگنده را به این کشورها ممنوع کرد.[۵]

## مشخصات ال-۱۵۹
- طول باله= ۹٫۵۴ متر
- طول هواپیما= ۱۲٫۳۷ متر
- ارتفاع= ۴٫۷۷ متر
- وزن خالی=۴٫۱ تن
- حداکثر وزن=۸ تن
- وزن سوخت داخلی= ۱۵۵۱ کیلوگرم

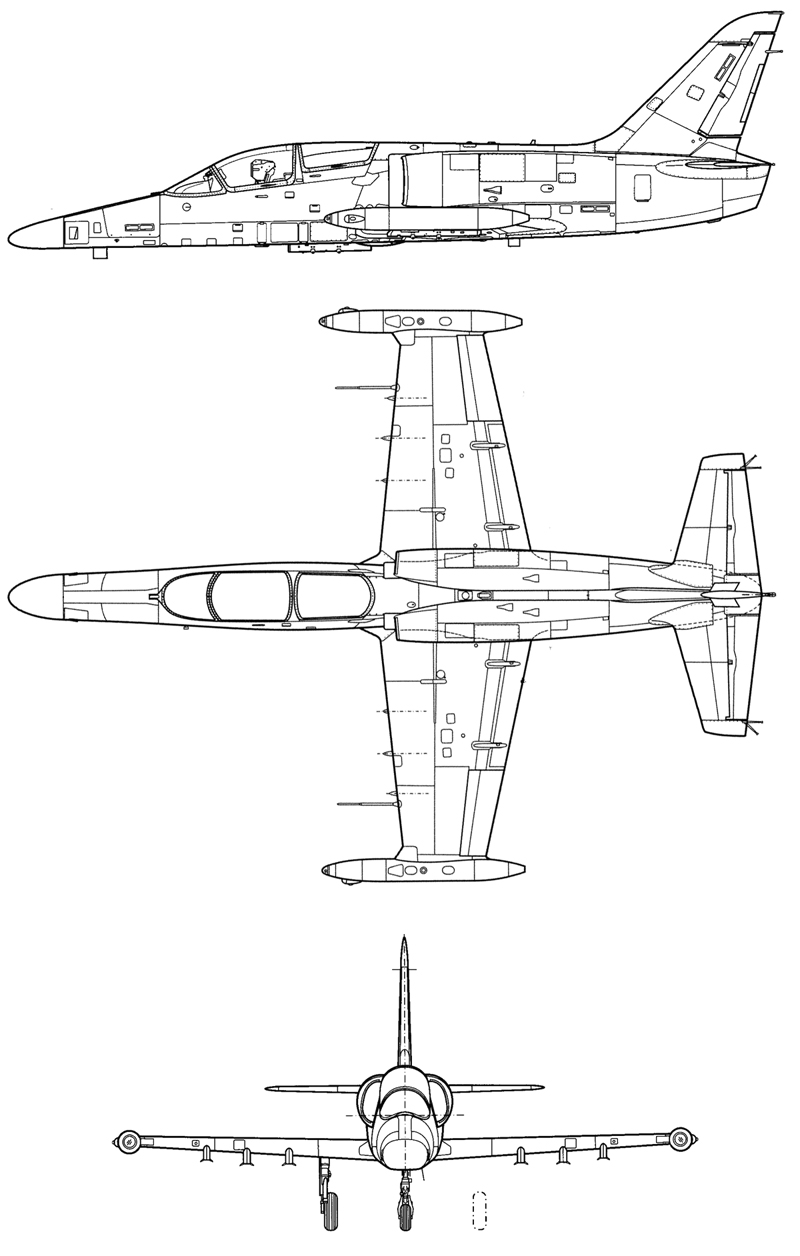

- وزن تانک‌های سوخت شامل ۴ عدد=۲۸۷۵ کیلوگرم
- حداکثر سرعت در سطح پایین و دریا= ۹۳۶ کیلومتر در ساعت
- حداکثر سقف پروازی= ۱۳۲۰۰ متر
- ماکزیمم نرخ اوج‌گیری=۴۷ متر بر ثانیه
- طول باند تیک اف= ۴۴۰ متر
- حداکثر برد با سوخت داخلی و خارجی و ۱۰٪ ذخیره= ۲۵۳۰ کیلومتر هوایی!!
- حدود فشار g = + ۸ و –۴
- موتور =۱۲۴-BA-۱۰۰
- ماکزیمم تراست=۲۸ کیلونیوتن